# Magasabbegység
A magasabbegység a hadtudományban több egységet, alegységet, valamint vezetői és kiszolgáló szervet magában foglaló katonai szervezet. Lehet összfegyvernemi, fegyvernemi vagy szakcsapat jellegű. 
Az összfegyvernemi magasabbegységek rendeltetésük szerint lehetnek harcászatiak vagy hadműveleti-harcászatiak. 
A magasabbegységek közé általában a dandárokat, hadosztályokat és a hadtesteket sorolják. 
A régebbi magyar katonai nyelvben ezeket a kötelékeket seregtesteknek nevezték.

## Forrás
- ↑ Hadlex: Szabó József (főszerkesztő): Hadtudományi lexikon. Budapest: Magyar Hadtudományi Társaság. 1995.  ISBN 963-04-5226-x Két kötetben